# Maurice d'Hartoy
Pour les articles homonymes, voir Hanot.
Maurice-Lucien Hanot, dit Maurice d'Hartoy, lieutenant d'Hartoy ou comte de Hanot d'Hartoy, né à Berneville le 17 mars 1892 et mort le 5 décembre 1981 à Saint-Germain-en-Laye, était un militaire, un éditeur et un écrivain français, qui a été à l'origine de plusieurs associations, notamment les Croix-de-Feu.

## Biographie
Maurice Lucien Joseph Hanot est issu d'une famille modeste; son père est surveillant d'une colonie agricole pénitentiaire dans l'Eure, puis gardien-chef d'une maison d'arrêt à Rouen.
La déclaration de guerre en août 1914 l'aurait surpris en Allemagne, à Karlsruhe, où il enseigne la langue française. Il est mobilisé au début de la Première Guerre mondiale, dans la cavalerie, est promu maréchal des logis en septembre 1914. Il sert ensuite dans l'infanterie, à sa demande, avec le grade de sous-lieutenant. Il obtient la croix de chevalier de la Légion d'honneur à titre militaire en mai 1915. Blessé puis déclaré inapte, il est affecté aux camps de prisonniers en 1916 et n'a donc servi au front que durant 9 mois et demi.
Maurice Hanot se fait connaître sous son pseudonyme par un premier ouvrage intitulé Au front, impressions et souvenirs d'un officier blessé (1916). Son livre est loué par un nationaliste comme Léon Daudet. D'Hartoy y raconte qu'il a fait marcher au pas de parade, sous un feu violent, 17 Allemands capturés, ce qui lui valut la Légion d'honneur. Jean Norton Cru mettra en doute l'authenticité de son témoignage, qui tient davantage du roman selon lui,. Par ailleurs, si d'Hartoy a été blessé à la jambe droite, il n'a pas reçu de pension pour cette blessure. En outre, s'il est reconnu invalide à 50 % et pensionné, c'est pour troubles gastriques et constipation, ce dont se moquèrent ses adversaires et les opposants des Croix de Feu. Il est promu capitaine de cavalerie de réserve en 1932.
En 1919, il fonde et dirige Le Courrier de Paris, journal littéraire des anciens combattants, périodique à la diffusion confidentielle. Il collabore aussi à des journaux comme Le Nouvelliste de Bretagne. Il se fixe dans l'Eure, où il devient rédacteur en chef des Petites affiches de Normandie puis secrétaire général en 1923 de la Revue catholique de Normandie. Membre du comité directeur de l'Association des écrivains combattants, il publie en 1923 La Génération du feu, préfacée par José Germain. Il écrit aussi des romans. L'un d'eux, L'Homme bleu, obtient en 1925 le Prix Corrard de la Société des gens de lettres.
Il gagne Paris en 1927 où il fonde en janvier l'Association des membres de la Légion d'honneur décorés au péril de leur vie, dont il est le secrétaire général puis le vice-président. Le 26 novembre 1927, il fonde une filiale de ce groupement, l'Association des combattants de l'avant et des blessés de guerre cités pour action d'éclat, dite les Croix-de-Feu, qu'il préside. C'est lui qui invente l'emblème à tête de mort de l'association. Il est promu officier de la Légion d'honneur par le ministre des pensions en 1928. Il doit quitter la présidence des Croix de feu l'année suivante, sous la pression de François Coty, parce qu'il entretient une liaison avec Henriette Dieudé, une secrétaire et maîtresse de ce dernier. Coty obtient que d'Hartoy parte à l'étranger pour une année, avec son épouse, Jacqueline Bruté de Rémur, fille d'un général, que d'Hartoy a épousé en 1919. La secrétaire en question épousera Coty en 1930 puis s'en séparera. Après la mort de Coty en 1934, elle épousera d'Hartoy. Le mariage durera jusqu'en 1948 puis d'Hartoy retrouvera sa première femme, dont il a divorcé en 1935,.
D'Hartoy, de retour en France, tente de revenir aux Croix de Feu, qui se développent sous la direction du colonel François de La Rocque. Toutefois, son nom disparaît de la liste des membres du conseil d'administration (il en était membre à vie) lors de l'assemblée générale du 14 février 1932. Le retour raté de d'Hartoy sera utilisé par les adversaires de La Rocque contre ce dernier.
Il fonde en 1934 une nouvelle association, l'Ordre français de la légion des croix de sang, qui « entend grouper les Français et les Françaises ayant déjà versé leur sang au service de la patrie, de la science ou de leurs semblables, honorer et susciter des actes héroïques et bienfaisants ». Il en est le « commandeur général ». S'il présente l'association qu'il dirige comme une association charitable et hospitalière, il n'en salue pas moins l'appel à l'union de Pierre Taittinger, dirigeant des Jeunesses patriotes (c'est implicitement une attaque contre La Rocque) ou l'action du président du conseil Gaston Doumergue.
Cet ordre, fondé par des anciens combattants mutilés et décorés, réunit quelques écrivains anciens combattants (d'Hartoy, José Germain, Guy Chastel) et quelques grands noms de l'aristocratie, comme le prince Achille Murat, secrétaire général, le prince Robert de Broglie, délégué à la propagande, le duc de La Rochefoucauld. D'Hartoy est alors chevalier et membre du conseil de l'ordre du très aristocratique Ordre militaire et hospitalier de Saint-Lazare de Jérusalem, dont le grand-maître est le prince François de Bourbon, fils du prétendant légitimiste au trône de France.
Fin 1936, il fonde encore la Société internationale d'études historiques, dite aussi Cercle Louis XVII, pour « rechercher et propager, en dehors de toute préoccupation politique, la vérité sur la question Louis XVII ».
En dehors de son activité militante, on lui doit plusieurs romans, des ouvrages de critique littéraire et des biographies d'écrivains. D'Hartoy a également été éditeur : il est le gérant et le directeur général d'une SARL au capital de 300 000 francs, constituée en 1932, possédant les éditions Maurice d'Hartoy. Cette petite maison d'édition parisienne publie plusieurs livres entre 1932 et 1937 et encore deux en 1948. Elle publie à la fois des pamphlets, des études, des romans et des ouvrages de poésie. Il a aussi lancé en 1933 et dirigé un périodique, Le Sol français, « organe de liaison entre les officiers ministériels » qui mène « la défense touristique et terrienne de la France ».
À partir de la fin des années 1930, il préside le comité français des Amis de la République dominicaine, alors dirigée par le dictateur Rafael Trujillo, et anime son éphémère périodique, Hispaniola. Il est aussi consul et délégué, puis ministre plénipotentiaire de la République dominicaine à la Société des Nations (SDN), puis à l'ONU. Il se fait alors appeler le comte de Hanot d'Hartoy.
Il lance un prix du dévouement en 1950, attribué par Firmin Roz. Cela signe l'acte de naissance d'une nouvelle et éphémère revue, Le Panthéon vivant, « magazine de la grandeur humaine, livre d'or de la conscience professionnelle, du courage et de la bienfaisance ». Il cosigne en 1960 le Manifeste des intellectuels français pour la résistance à l'abandon. Il reçoit en 1964 le prix Archon-Despérouses, pour Trésor d'Iran. Il préside l'Association des Amis de François Coppée et est secrétaire perpétuel d'une société littéraire d'Arras, les Rosati d'Artois.

## Œuvres
- Au front, impressions et souvenirs d'un officier blessé, Paris, Perrin, 1916, 207 p.
- Des cris dans la tempête, nouvelles impressions et nouveaux récits d'un officier blessé, Perrin, 1919, 263 p.
- P. G. [prisonnier de guerre], révélations d'après guerre, Paris, Perrin, 1921, 249 p.
- Les Propos de Jacobus ou les Merveilles du progrès, Paris, Perrin, 1922, 105 p.
- La génération du feu : bio-bibliographie des écrivains combattants français de 1914 à 1919, Berger-Levrault, 1923, 225 p. préface de José Germain
- L'Origange, royaume d'amour, Paris, Bibliothèque-Charpentier, Eugène Fasquelle éditeur, 1923, 242 p. (Lire en ligne)
- L'Homme bleu, aventures merveilleuses du XXe siècle, roman, Amiens, libr. Edgar Malfère, 1924, 227 p.
- Avec la femme au nez coupé, Paris, Eugène Figuière, éditeur, à l'enseigne des "Deux figuiers", 1927, 95 p.
- Paradis terrestres, Paris, libr. Figuière, 1928, 95 p.
- Dieu nous voit, Paris, éditions de la Vraie France, 1928, 255 p.
- Au jardin du monastère. Vieilles légendes de Normandie, Paris, H. Champion/Maurice d'Hartoy éditeur, 1933, 124 p.
- Histoire du passeport français depuis l'antiquité jusqu'à nos jours, histoire législative et doctrinale, analyse et critique, renseignements pratiques, Paris, H. Champion, 1937, 151 p., préface de Bernard Faÿ
- Initiation au langage des gens de mer, suivie d'un vocabulaire de 8.000 mots et d'une bibliographie chronologique de 800 titres, Genève, Georg, 1944, 239 p.

- Prix Montyon 1946 de l’Académie française
- Trujillo ou Comment on relève une nation, Paris, Comité français des amis de la République dominicaine, 1947, 119 p. (avant-propos et traduction de M. d'Hartoy, ouvrage de Pedro Gonzales Blanco)
- Aux écoutes de mon temps, Paris, Perrin, 1947, 215 p.
- Le grand péché des catholiques, Avignon, E. Aubanel, 1948, 207 p.
- De l'Inouïsme et de Quelques autres complexes en littérature, notes de libre critique, Avignon, Aubanel, 1949, 117 p.
- Les Rosati d'Artois, Arras, Editions Saâdi, 1951, 42 p.
- L'eau de mer rend fou (L'Homme bleu), roman, Muhlethaler - Genève, Les maîtres de la plume, coll. Fantasticum des passions, 1951, 226 p. (Réédition de L'Homme bleu)
- Les fémorales ou l'éternelle rencontre du méchant loup, Paris, Librairie Saint-Germain-des-Prés, 1953, 153 p.
- L'instant efficace : une clé de réussite et de joie, Paris, Éditions du Scorpion, 1958, 191 p., préface d'André Maurois
- Les tombeaux des poètes, Paris, J. Grassin, 1961-1967, 2 vol, prix Artigue de l’Académie française en 1961
- Trésors d'Iran, Paris, J. Grassin, 1963, 62 p.
- Dumas fils inconnu ou le Collier de la Dame aux camélias[Lettres d'Alexandre Dumas fils à sa fille Jeannine], Paris, J. Lambert, 1964, 135 p.
- Les tombeaux des poètes, tome 2, De Virgile à Klingsor, Paris, J. Grassin, 1967, 330 p., préface d'André Salmon
- Les Poètes du Val, Paris, Le Cerf Volant, 1969, 46 p.
- Ô Rouen !, Paris, J. Grassin, 1971, 30 p.
- Gillebert de Berneville, Paris; Librairie J. Vrin, 1974, 143 p.